# Sindaci di Bolzano
Di seguito l'elenco cronologico dei sindaci di Bolzano (in tedesco Bürgermeister von Bozen) e delle altre figure apicali equivalenti che si sono succedute nel corso della storia.

## Periodo asburgico (1449-1918)

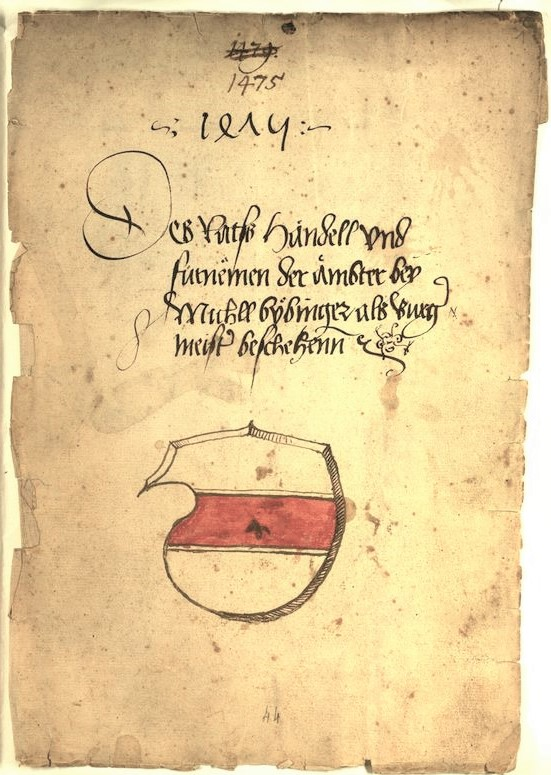
Lo stemma di Bolzano come appare sui protocolli consigliari del 1475, con Michael Piebinger quale borgomastro

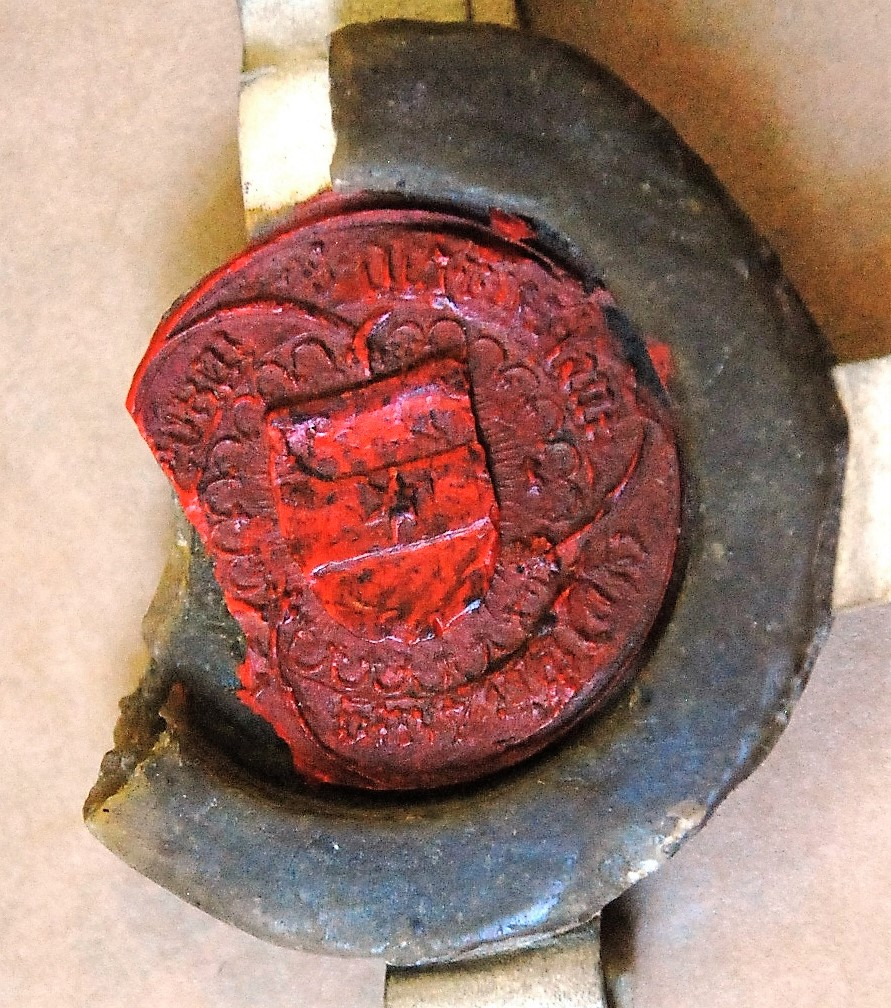
Il sigillo cittadino del 1488 con lo stemma municipale

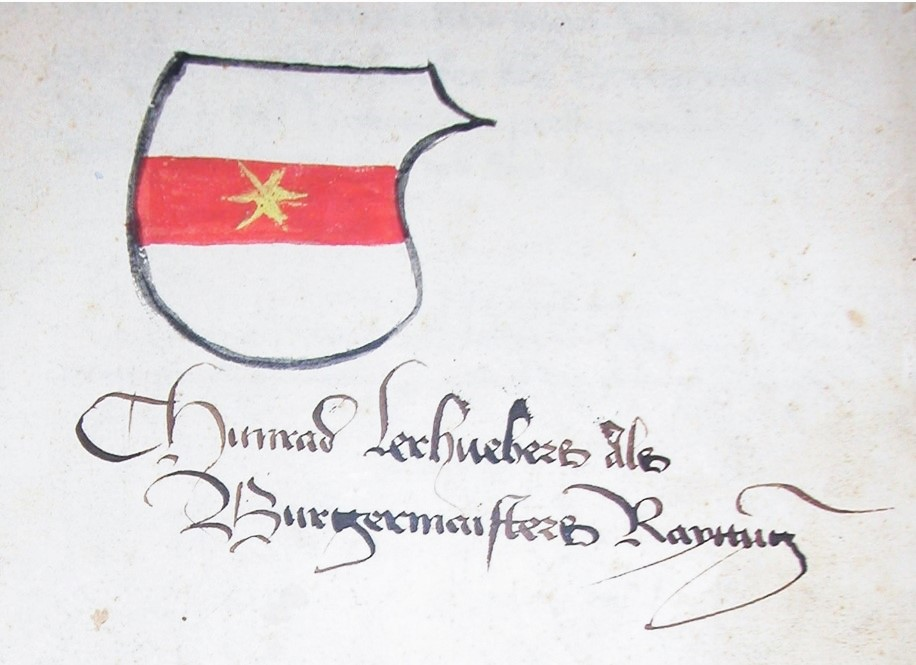
Lo stemma di Bolzano nel 1471, apposto sulla copertina dei rendiconti civici del borgomastro Konrad Lerhueber (Hs. 173)

Il primo borgomastro della città di Bolzano di cui si abbia notizia è Hans Trott nel 1449, mentre nel 1424 compare con Nikolaus Hochgeschorn un emissario cittadino. L'assetto amministrativo cittadino fu profondamente forgiato dal privilegio comunale emanato nel 1442 da parte di Federico III d'Asburgo il quale rappresenta «una vera e propria “Magna Carta” comunale». Pertanto, dal 1449 in poi si ha l'elenco completo dei borgomastri. Fino al 1582 la durata in carica era di un anno, portata poi a due fino al 1693, quando fu allungata a tre anni.
La prima carica cittadina nelle fonti antiche, del periodo tirolese e austriaco fino al passaggio della regione all'Italia nel 1919, parlano sempre di burgermaister o purgermayster (secoli XV-XVII) e infine Bürgermeister che corrisponde al concetto di sindaco. Il borgomastro e il consiglio cittadina dal tardo Quattrocento fino al 1907 risiedevano nell'Antico municipio di Bolzano, posto nel nucleo medievale della città di Bolzano.
| Borgomastro                          | dal  | al   |
| ------------------------------------ | ---- | ---- |
| Hans Trott                           | 1449 | 1449 |
| Nikolaus Katzenlocher                | 1450 | 1450 |
| Hans Salburger                       | 1451 | 1451 |
| Paul Peckh                           | 1452 | 1452 |
| Christoph Haßler (Hasler) il giovane | 1453 | 1453 |
| Nikolaus Neideckh                    | 1454 | 1454 |
| Nikolaus Katzenlocher                | 1455 | 1455 |
| Hans Trott                           | 1458 | 1458 |
| Peter Kamerer                        | 1459 | 1459 |
| Nikolaus Katzenlocher                | 1460 | 1460 |
| Hans Trott                           | 1462 | 1462 |
| Konrad Tschetscher                   | 1463 | 1463 |
| Lienhard Urchinger                   | 1464 | 1464 |
| Heinrich Braitenberger               | 1465 | 1465 |
| Andreas Riemer                       | 1466 | 1466 |
| Peter Rottenpuecher                  | 1467 | 1467 |
| Hans Trott                           | 1468 | 1468 |
| Christoph Haßler il giovane          | 1469 | 1469 |
| Anton Dominig                        | 1470 | 1470 |
| Konrad Lerhueber                     | 1471 | 1471 |
| Klaus Elner                          | 1472 | 1472 |
| Wilhelm Wölfler                      | 1473 | 1473 |
| Sigmund Gerstl                       | 1474 | 1474 |
| Michael Piebinger                    | 1475 | 1475 |
| Sigmund Zwickauer                    | 1476 | 1476 |
| Christoph Pignater                   | 1477 | 1477 |
| Hans Tschetscher                     | 1478 | 1478 |
| Wilhelm Wölffler                     | 1479 | 1479 |
| Sigmund Gerstl                       | 1480 | 1480 |
| Michael Piebinger                    | 1481 | 1481 |
| Hans Hasler                          | 1482 | 1482 |
| Sigmund Moser                        | 1483 | 1483 |
| Jost Ortlieb                         | 1484 | 1484 |
| Christian Unger                      | 1485 | 1485 |
| Sigmund Gerstl                       | 1486 | 1486 |
| Sigmund Gerstl                       | 1487 | 1487 |
| Georg Triel                          | 1488 | 1488 |
| Friedrich Has Eberhard Kiesfelder    | 1489 | 1489 |
| Leonhard Mayr                        | 1490 | 1490 |
| Friedrich Flaser                     | 1491 | 1491 |
| Hans Rungkhär                        | 1492 | 1492 |
| Leonhard Mayr                        | 1493 | 1493 |
| Jost Ortlieb                         | 1494 | 1494 |
| Hans Struder                         | 1495 | 1495 |
| Leonhard Hiertmair il vecchio        | 1496 | 1496 |
| Leonhard Hiertmair il vecchio        | 1497 | 1497 |
| Leonhard Mayr                        | 1498 | 1498 |
| Eberhard Kiesfelder                  | 1499 | 1499 |
| Erhard Huck                          | 1500 | 1500 |
| Leonhard Hiertmair il vecchio        | 1501 | 1501 |
| Leonhard Hiertmair il vecchio        | 1502 | 1502 |
| Jost Ortlieb                         | 1503 | 1503 |
| Erhard Huck                          | 1504 | 1504 |
| Leonhard Hertmair il vecchio         | 1505 | 1505 |
| Leonhard Hertmair il vecchio         | 1506 | 1506 |
| Christoph Trueffer                   | 1507 | 1507 |
| Sebastian Seitz                      | 1508 | 1508 |
| Hans Glöggl                          | 1509 | 1509 |
| Leonhard Hertmair il vecchio         | 1510 | 1510 |
| Leonhard Hertmair il vecchio         | 1511 | 1511 |
| Sebastian Seitz                      | 1512 | 1512 |
| Sebastian Seitz                      | 1513 | 1513 |
| Jeronimus Sinsöder                   | 1514 | 1514 |
| Wilhelm Preninger                    | 1515 | 1515 |
| Hans Gadolt                          | 1516 | 1516 |
| Kaspar Lieb                          | 1517 | 1517 |
| Kaspar Lieb                          | 1518 | 1518 |
| Simon Hintermair                     | 1519 | 1519 |
| Hans Breyolt                         | 1520 | 1520 |
| Jeronimus Sinsöder                   | 1521 | 1521 |
| Hans Gadolt                          | 1522 | 1522 |
| Kaspar Lieb                          | 1523 | 1523 |
| Lienhard Treibenraif                 | 1524 | 1524 |
| Christoph Rotenpuecher               | 1525 | 1525 |
| Simon Hintermair                     | 1526 | 1526 |
| Simon Hintermair                     | 1527 | 1527 |
| Benedikt Katzenlocher                | 1528 | 1528 |
| Benedikt Katzenlocher                | 1529 | 1529 |
| Lienhart Hörtmayr il giovane         | 1530 | 1530 |
| Vincenz Gadolt                       | 1531 | 1531 |
| Kaspar Lieb                          | 1532 | 1532 |
| Jeronimus Sinsöder                   | 1533 | 1533 |
| Andrae Planer                        | 1534 | 1534 |
| Christoph Rottenpuecher              | 1535 | 1535 |
| Zimprecht Helfer                     | 1536 | 1536 |
| Zimprecht Helfer                     | 1537 | 1537 |
| Thoman Gästl                         | 1538 | 1538 |
| Benedikt Katzenlocher                | 1539 | 1539 |
| Christoph Särgandt                   | 1540 | 1540 |
| Martin Hörtmayr                      | 1541 | 1541 |
| Christoph Rottenpuecher              | 1542 | 1542 |
| Andrae Planer                        | 1543 | 1543 |
| Leonhard Hörtmayr il giovane         | 1544 | 1544 |
| Vincenz Gadolt                       | 1545 | 1545 |
| Benedict Katzenlocher                | 1546 | 1546 |
| Balthasar Wiser                      | 1547 | 1547 |
| Jeronymus Sinsöder                   | 1548 | 1548 |
| Christoph Sargandt                   | 1549 | 1549 |
| Martin Hörtmayr                      | 1550 | 1550 |
| Balthasar Wiser                      | 1551 | 1551 |
| Adam Rottenpuecher                   | 1552 | 1552 |
| Peter Sawr (o Saur)                  | 1553 | 1553 |
| Jobst Ettenharder                    | 1554 | 1554 |
| Cyprian Treybenraif                  | 1555 | 1555 |
| Michael Hörtmayr                     | 1556 | 1556 |
| Hanns Lieb                           | 1557 | 1557 |
| Martin Hörtmayr                      | 1558 | 1558 |
| Hans Soyer                           | 1559 | 1559 |
| Sebald Lieb                          | 1560 | 1560 |
| Cyprian Treibenraif                  | 1561 | 1561 |
| Michael Hörtmayr                     | 1562 | 1562 |
| Francescus Partaniß                  | 1563 | 1563 |
| Jeronymus Penzinger                  | 1564 | 1564 |
| Jeronymus Penzinger                  | 1565 | 1565 |
| Hanns Gadolt                         | 1566 | 1566 |
| Michael Hörtmayr Sebald Lieb         | 1567 | 1567 |
| Georg Hörtmayr                       | 1568 | 1568 |
| Bernhardt Rottenpuecher              | 1569 | 1569 |
| Cyprian Treibenraiff                 | 1570 | 1570 |
| Franz Partaniß                       | 1571 | 1571 |
| Jeronymus Penzinger                  | 1572 | 1572 |
| Jeronymus Penzinger                  | 1573 | 1573 |
| Hanns Kramer                         | 1574 | 1574 |
| Ulrich Waffner                       | 1575 | 1575 |
| Wolfgang Schöbel                     | 1576 | 1576 |
| Wolfgang Schöbel                     | 1577 | 1577 |
| Ludwig Pungleitner                   | 1578 | 1578 |
| Ludwig Pungleitner                   | 1579 | 1579 |
| Johann Baptist Glöggl                | 1580 | 1580 |
| Bernhardt Rottenpuecher              | 1581 | 1581 |
| Cyprian Treibenraiff il vecchio      | 1582 | 1583 |
| Bartlme Hiertmair                    | 1584 | 1585 |
| Sebastian Prenner                    | 1586 | 1587 |
| Peter Rorer                          | 1588 | 1589 |
| Andre Rottenpuecher                  | 1590 | 1591 |
| David Waffner                        | 1592 | 1593 |
| Georg Wyser                          | 1594 | 1595 |
| Peter Rorer                          | 1596 | 1597 |
| Hans Hehl                            | 1598 | 1599 |
| David Waffner                        | 1600 | 1601 |
| Andre Rottenpuecher                  | 1602 | 1603 |
| Hans Schgrafer                       | 1604 | 1605 |
| Georg Langenweiler                   | 1606 | 1607 |
| Hans Pruggreiter                     | 1608 | 1609 |
| Augustin Kohler                      | 1610 | 1611 |
| Christoph Haim                       | 1612 | 1613 |
| Hans Lachemann                       | 1614 | 1615 |
| Hans Schgrafer                       | 1616 | 1617 |
| David Waffner                        | 1618 | 1619 |
| Hans Pruggreiter                     | 1620 | 1621 |
| Hans Waldner                         | 1622 | 1623 |
| Hans Hehl                            | 1624 | 1625 |
| Hans Schgrafer                       | 1626 | 1627 |
| Adam Atzwanger                       | 1628 | 1629 |
| Christoph Röll                       | 1630 | 1631 |
| Hans Schgrafer (am Mondschein)       | 1632 | 1633 |
| Christoph Platner, detto Röll        | 1634 | 1635 |
| Hans Gumer                           | 1636 | 1637 |
| Jeronymus Schgrafer                  | 1638 | 1639 |
| Hans Hehl                            | 1640 | 1640 |
| Christoph Röll                       | 1641 | 1642 |
| Hans Gumer                           | 1643 | 1644 |
| Ferdinand Paugger                    | 1645 | 1646 |
| Hans Gumer                           | 1647 | 1648 |
| Jakob Zallinger                      | 1649 | 1650 |
| Adam Wenser                          | 1651 | 1652 |
| Hans Haimb                           | 1653 | 1654 |
| Hans Gumer                           | 1655 | 1656 |
| Adam Traxl                           | 1657 | 1658 |
| Ferdinand Paugger                    | 1659 | 1660 |
| Johann Resenberger                   | 1661 | 1662 |
| Adam Wenser                          | 1663 | 1664 |
| Adam Traxl                           | 1665 | 1666 |
| Franz Atzwanger                      | 1667 | 1668 |
| Balthasar Kofler                     | 1669 | 1670 |
| Matthias Kreizer                     | 1671 | 1672 |
| Balthasar Kofler                     | 1673 | 1674 |
| Christoph Zallinger                  | 1675 | 1676 |
| Georg Gumer                          | 1677 | 1678 |
| Franz Hafner                         | 1679 | 1680 |
| Christoph Trahofer                   | 1681 | 1682 |
| Christoph Zallinger                  | 1683 | 1684 |
| Christoph Trahofer                   | 1685 | 1685 |
| Georg Gumer                          | 1685 | 1686 |
| Franz Helff                          | 1687 | 1688 |
| Dionysius Lun                        | 1689 | 1690 |
| Georg Trahofer                       | 1691 | 1692 |
| Georg Zeni                           | 1693 | 1695 |
| Hanns Leonhard Mayrl                 | 1696 | 1698 |
| Georg Dierling                       | 1699 | 1701 |
| Johann Salvati                       | 1702 | 1704 |
| Georg Menz                           | 1705 | 1707 |
| Bernhardt Zobl                       | 1708 | 1710 |
| Georg Trahofer                       | 1711 | 1713 |
| Bernhardt von Zobl                   | 1714 | 1740 |
| Joseph Anton von Gumer               | 1741 | 1749 |
| Peter Anton von Zallinger            | 1750 | 1752 |
| Matthias Semblrock                   | 1753 | 1755 |
| Peter Anton von Zallinger            | 1756 | 1758 |
| Marx Anton Holzer                    | 1759 | 1762 |
| Peter Anton von Zallinger            | 1762 | 1765 |
| Johann Jakob Graf                    | 1765 | 1770 |
| Franz von Gumer                      | 1771 | 1776 |
| Karl Joseph von Hepperger il vecchio | 1777 | 1782 |
| Johann Peter Paul Stockhammer        | 1783 | 1786 |
| Joseph von Remich                    | 1786 | 1794 |
| Karl Joseph von Hepperger il giovane | 1794 | 1798 |
| Johann Anton von Kager               | 1799 | 1804 |
| Anton Seraphin von Hepperger         | 1804 | 1807 |
| Peter Paul von Menz                  | 1807 | 1810 |
| Anton von Remich                     | 1810 | 1813 |
| Dominik von Kager                    | 1814 | 1819 |
| Peter von Mayrl                      | 1819 | 1822 |
| Franz Mages                          | 1822 | 1850 |
| Anton Kapeller                       | 1851 | 1861 |
| Joseph Streiter                      | 1861 | 1870 |
| Julius Würzer                        | 1870 | 1873 |
| Josef Schueler                       | 1873 | 1879 |
| Josef von Braitenberg                | 1879 | 1895 |
| Julius Perathoner                    | 1895 | 1918 |

## Regno d'Italia (1918-1946)
Sindaci (1918-1922)
Dopo il passaggio della città di Bolzano all'Italia, in seguito alla sconfitta della monarchia austro-ungarica nella prima guerra mondiale e l'annessione dei territori a sud del Brennero da parte italiana, il borgomastro fu confermato nella nuova carica di sindaco e l'amministrazione comunale in carica continuò la propria attività.
| Sindaco           | dal           | al              |
| ----------------- | ------------- | --------------- |
| Julius Perathoner | novembre 1918 | 27 gennaio 1922 |

| Sindaci eletti dal Consiglio comunale (1922-1926) | Sindaci eletti dal Consiglio comunale (1922-1926) | Sindaci eletti dal Consiglio comunale (1922-1926) | Sindaci eletti dal Consiglio comunale (1922-1926) | Sindaci eletti dal Consiglio comunale (1922-1926) | Sindaci eletti dal Consiglio comunale (1922-1926) | Sindaci eletti dal Consiglio comunale (1922-1926) |
| Nominativo                                        | Nominativo                                        | Partito                                           | Partito                                           | Mandato                                           | Mandato                                           | Elezione                                          |
| Nominativo                                        | Nominativo                                        | Partito                                           | Partito                                           | Inizio                                            | Fine                                              | Elezione                                          |
| ------------------------------------------------- | ------------------------------------------------- | ------------------------------------------------- | ------------------------------------------------- | ------------------------------------------------- | ------------------------------------------------- | ------------------------------------------------- |
|                                                   | Julius Perathoner                                 |                                                   | Deutscher Verband                                 | 27 gennaio 1922                                   | 2 ottobre 1922                                    | Elezione 1922                                     |

Podestà (1926-1943)
Dopo che Perathoner fu costretto alle dimissioni a seguito della marcia su Bolzano, si susseguirono cinque commissari di nomina prefettizia, finché anche a Bolzano non fu istituita la figura del podestà (1926). Fino all'istituzione della Zona d'operazioni delle Prealpi furono altri dieci, fra podestà e commissari, coloro che governarono la città.
| Commissario/Podestà             | dal               | al                | note                                |
| ------------------------------- | ----------------- | ----------------- | ----------------------------------- |
| Augusto Guerriero               | 2 ottobre 1922    | 22 febbraio 1923  | commissario prefettizio             |
| Antonio Boragno                 | 22 febbraio 1923  | 1º marzo 1924     | commissario prefettizio             |
| Antonio Scipione                | 1º marzo 1924     | 24 marzo 1924     | commissario prefettizio             |
| Roberto Mossino                 | 24 marzo 1924     | maggio 1925       | commissario prefettizio             |
| Antonio de Steffanini           | maggio 1925       | 8 gennaio 1927    | commissario prefettizio poi podestà |
| Alfonso Limongelli              | 8 gennaio 1927    | 20 novembre 1928  | podestà                             |
| Torquato Poggi                  | 20 novembre 1928  | 16 giugno 1929    | podestà                             |
| Felice Rizzini                  | 16 giugno 1929    | 15 marzo 1931     | podestà                             |
| Luciano Miori                   | 15 marzo 1931     | 3 ottobre 1934    | podestà                             |
| Sergio Dompieri                 | 3 ottobre 1934    | 23 luglio 1935    | commissario prefettizio             |
| Aurelio Vacca                   | 23 luglio 1935    | 10 agosto 1935    | commissario prefettizio             |
| Alteniero Avogadro degli Azzoni | 10 agosto 1935    | 8 luglio 1936     | podestà                             |
| Guido Broise                    | 8 luglio 1936     | 28 settembre 1936 | commissario prefettizio             |
| Pier Vincenzo Perrelli          | 28 settembre 1936 | 20 luglio 1938    | podestà                             |
| Alfredo Clavarino               | 20 luglio 1936    | ottobre 1943      | podestà                             |

Zona d'operazioni delle Prealpi (1943-1945)
| Borgomastro  | dal          | al          |
| ------------ | ------------ | ----------- |
| Fritz Führer | ottobre 1943 | aprile 1945 |

Periodo costituzionale transitorio (1945-1946)
| Commissario       | dal  | al   | note        |
| ----------------- | ---- | ---- | ----------- |
| Luciano Bonvicini | 1945 | 1946 | commissario |

## Repubblica Italiana (dal 1946)
| Sindaci nominati dal prefetto (1946-1948)            | Sindaci nominati dal prefetto (1946-1948)             | Sindaci nominati dal prefetto (1946-1948) | Sindaci nominati dal prefetto (1946-1948) | Sindaci nominati dal prefetto (1946-1948) | Sindaci nominati dal prefetto (1946-1948) | Sindaci nominati dal prefetto (1946-1948) | Sindaci nominati dal prefetto (1946-1948) | Sindaci nominati dal prefetto (1946-1948) |
| Nominativo                                           | Nominativo                                            | Partito                                   | Partito                                   | Partito                                   | Partito                                   | Mandato                                   | Mandato                                   | Elezione                                  |
| Nominativo                                           | Nominativo                                            | Partito                                   | Partito                                   | Partito                                   | Partito                                   | Inizio                                    | Fine                                      | Elezione                                  |
| ---------------------------------------------------- | ----------------------------------------------------- | ----------------------------------------- | ----------------------------------------- | ----------------------------------------- | ----------------------------------------- | ----------------------------------------- | ----------------------------------------- | ----------------------------------------- |
|                                                      | Luciano Bonvicini                                     | –                                         | –                                         | –                                         | –                                         | 1946                                      | 1947                                      | –                                         |
|                                                      | Guido Dalla Fior                                      | –                                         | –                                         | –                                         | –                                         | 1947                                      | 1948                                      | –                                         |
| Sindaci eletti dal Consiglio comunale (1948-1995)    |                                                       |                                           |                                           |                                           |                                           |                                           |                                           |                                           |
| Nominativo                                           | Nominativo                                            | Partito                                   | Partito                                   | Giunta                                    | Giunta                                    | Mandato                                   | Mandato                                   | Elezione                                  |
| Nominativo                                           | Nominativo                                            | Partito                                   | Partito                                   | Giunta                                    | Giunta                                    | Inizio                                    | Fine                                      | Elezione                                  |
|                                                      | Lino Ziller                                           |                                           | Democrazia Cristiana                      |                                           | DC-SVP-PSI-PCI                            | 27 luglio 1948                            | 22 settembre 1950                         | Elezione 1948                             |
|                                                      | Lino Ziller                                           | DC-SVP                                    | Democrazia Cristiana                      | 22 settembre 1950                         | 28 gennaio 1953                           |                                           |                                           | Elezione 1948                             |
|                                                      | Lino Ziller                                           | DC-SVP-PSDI                               | Democrazia Cristiana                      | 28 gennaio 1953                           | 13 luglio 1957                            | Elezione 1952                             |                                           |                                           |
|                                                      | Giorgio Pasquali                                      |                                           | Democrazia Cristiana                      |                                           | DC-SVP-PLI-PRI                            | 13 luglio 1957                            | 15 luglio 1961                            | Elezione 1957                             |
|                                                      | Giorgio Pasquali                                      | DC-SVP-PLI-PSDI                           | Democrazia Cristiana                      | 15 luglio 1961                            | 22 maggio 1962                            | Elezione 1961                             |                                           |                                           |
|                                                      | Giorgio Pasquali                                      | DC-SVP-PRI-PSDI-PSI                       | Democrazia Cristiana                      | 30 luglio 1962                            | 17 luglio 1964                            | Elezione 1961                             |                                           |                                           |
|                                                      | Marcello D'Amico (Commissario straordinario)          | –                                         | –                                         | –                                         | –                                         | 14 dicembre 1964                          | 2 agosto 1965                             | –                                         |
|                                                      | Giorgio Pasquali                                      |                                           | Democrazia Cristiana                      |                                           | DC-SVP-PSDI-PSI                           | 2 agosto 1965                             | 19 giugno 1968                            | Elezione 1965                             |
|                                                      | Giancarlo Bolognini                                   |                                           | Democrazia Cristiana                      |                                           | DC-SVP-PSDI-PSI                           | 2 luglio 1968                             | 24 settembre 1969                         | Elezione 1965                             |
|                                                      | Giancarlo Bolognini                                   | DC-SVP-Socialismo (PSDI+PSI)              | Democrazia Cristiana                      | 24 settembre 1969                         | 24 febbraio 1975                          | Elezione 1969                             |                                           |                                           |
|                                                      | Giancarlo Bolognini                                   | DC-SVP                                    | Democrazia Cristiana                      | 24 febbraio 1975                          | 17 marzo 1976                             | Elezione 1974                             |                                           |                                           |
|                                                      | Giancarlo Bolognini                                   | DC-SVP-PSDI-PRI                           | Democrazia Cristiana                      | 17 marzo 1976                             | 2 ottobre 1980                            | Elezione 1974                             |                                           |                                           |
|                                                      | Giancarlo Bolognini                                   | DC-SVP-PSDI-PSI                           | Democrazia Cristiana                      | 2 ottobre 1980                            | 26 agosto 1983                            | Elezione 1980                             |                                           |                                           |
|                                                      | Luigi de Guelmi                                       |                                           | Democrazia Cristiana                      |                                           | DC-SVP-PSDI-PSI                           | Elezione 1980                             | 26 agosto 1983                            | 1º ottobre 1985                           |
|                                                      | Marcello Ferrari                                      |                                           | Democrazia Cristiana                      |                                           | DC-SVP-PSDI-PSI                           | 1º ottobre 1985                           | 30 agosto 1988                            | Elezione 1985                             |
|                                                      | Giovanni Salghetti Drioli (Commissario straordinario) | –                                         | –                                         | –                                         | –                                         | 7 settembre 1988                          | 4 agosto 1989                             | –                                         |
|                                                      | Valentino Pasqualin                                   |                                           | Democrazia Cristiana                      |                                           | DC-SVP-PSDI-PSI-PRI-PLI-Ladins            | 4 agosto 1989                             | 3 novembre 1989                           | Elezione 1989                             |
|                                                      | Marcello Ferrari                                      |                                           | Democrazia Cristiana                      |                                           | DC-SVP-PSDI-PSI-PRI-PLI-Ladins            | 21 novembre 1989                          | 19 luglio 1995                            | Elezione 1989                             |
| Sindaci eletti direttamente dai cittadini (dal 1995) |                                                       |                                           |                                           |                                           |                                           |                                           |                                           |                                           |
| Nominativo                                           | Nominativo                                            | Partito                                   | Partito                                   | Giunta                                    | Giunta                                    | Mandato                                   | Mandato                                   | Elezione                                  |
| Nominativo                                           | Nominativo                                            | Partito                                   | Partito                                   | Giunta                                    | Giunta                                    | Inizio                                    | Fine                                      | Elezione                                  |
|                                                      | Giovanni Salghetti Drioli                             |                                           | Indipendente                              |                                           | SVP-Patto-PPI-L. civiche                  | 19 luglio 1995                            | 27 giugno 2000                            | Elezione 1995                             |
|                                                      | Giovanni Salghetti Drioli                             | PPI-SVP-DS-Verdi                          | Indipendente                              | 27 giugno 2000                            | 23 maggio 2005                            | Elezione 2000                             |                                           |                                           |
|                                                      | Giovanni Benussi                                      |                                           | Alleanza Nazionale                        |                                           | AN-FI-LN-DCA-L. civica                    | 23 maggio 2005                            | 22 giugno 2005                            | Elezione 2005 (maggio)                    |
|                                                      | Marcello Forestiere (Commissario straordinario)       | –                                         | –                                         | –                                         | –                                         | 23 giugno 2005                            | 13 luglio 2005                            | –                                         |
|                                                      | Maria Serena Pompili (Commissario straordinario)      | –                                         | –                                         | –                                         | –                                         | 13 luglio 2005                            | 11 novembre 2005                          | –                                         |
|                                                      | Luigi Spagnolli                                       |                                           | La Margherita                             |                                           | DL-DS-SVP-UDC-PRC-Verdi-SDI-Projekt Bozen | 11 novembre 2005                          | 19 maggio 2010                            | Elezione 2005 (novembre)                  |
|                                                      | Luigi Spagnolli                                       | Partito Democratico                       |                                           | PD-SVP-PRC-Verdi-PSI-IdV-SEL-LBP          | 19 maggio 2010                            | 26 maggio 2015                            | Elezione 2010                             |                                           |
|                                                      | Luigi Spagnolli                                       | Partito Democratico                       | PD-SVP-PSI-SEL-Verdi-L. civiche           | 26 maggio 2015                            | 24 settembre 2015                         | Elezione 2015                             |                                           |                                           |
|                                                      | Francesca De Carlini (Commissario straordinario)      | –                                         | –                                         | –                                         | –                                         | 30 settembre 2015                         | 5 novembre 2015                           | –                                         |
|                                                      | Michele Penta (Commissario straordinario)             | –                                         | –                                         | –                                         | –                                         | 6 novembre 2015                           | 23 maggio 2016                            | –                                         |
|                                                      | Renzo Caramaschi                                      |                                           | Indipendente                              |                                           | PD-SVP-Verdi-L. civiche                   | 23 maggio 2016                            | 4 ottobre 2020                            | Elezione 2016                             |
|                                                      | Renzo Caramaschi                                      | PD-SVP-Verdi-L. civiche                   | Indipendente                              | 4 ottobre 2020                            | 19 maggio 2025                            | Elezione 2020                             |                                           |                                           |
|                                                      | Claudio Corrarati                                     |                                           | Indipendente                              |                                           | FdI-Lega-FI-L. civica                     | 19 maggio 2025                            | in carica                                 | Elezione 2025                             |